# Théodore Mozin

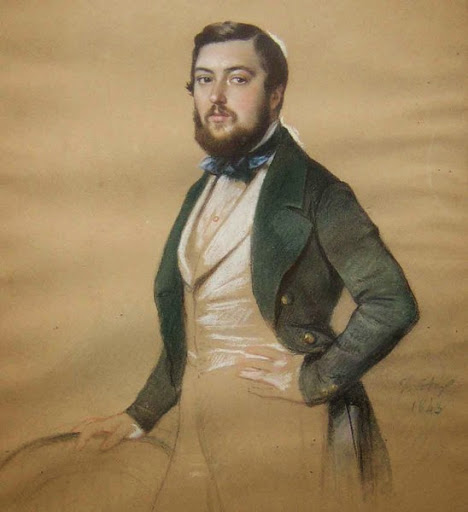
Porträt von Antoine Étex.

Désiré Théodore Mozin (* 25. Januar 1818 in Paris; † 16. November 1850 ebenda) war ein französischer Komponist und Musikpädagoge.

## Leben
Théodore Mozin erhielt als Kind Musikunterricht bei seinem Vater Benoit Mozin (1769–1857), der ein Schüler von François-Joseph Gossec war, selbst einige Klavierwerke komponiert hatte und seit dessen Gründung 1795, am Pariser Konservatorium Klavier unterrichtet hatte.
Mozin vervollkommnete seine Ausbildung am Conservatoire, wo er Kontrapunkt bei Fromental Halévy, Komposition bei Ferdinando Paër und Jean-François Lesueur, Harmonielehre bei Victor Dourlen und Klavier bei Pierre Zimmermann studierte. Nach dem Besuch der Kompositionsklassen von Halévy und Henri Montan Berton stellte er sich 1841 dem Wettbewerb um den Prix de Rome und gewann mit der Vertonung des Gedichts Lionel Foscari von Amédée-David marquis de Pastoret den Second Grand Prix.
Bereits seit 1837 unterrichtete Mozin Klavier am Konservatorium. 1848 wurde er von dessen Leiter Luigi Cherubini zum Professor für Solfège ernannt. Zwei Jahre später verstarb er im Alter von 32 Jahren und wurde auf dem Pariser Nordfriedhof, dem Cimetière de Montmartre beigesetzt. Als Komponist trat er mit einer Reihe von Klavierwerken hervor.
Mozins Bruder war der Landschaftsmaler Charles Mozin, dessen Enkel Charles Théodore Malherbe wurde wiederum als Komponist bekannt.

## Werke (Auswahl)
- Variations brillantes sur un thème original Op. 2
- Premier Prélude Op. 10
- Six Fantaisies sur "La Sirène" Op. 11
- La plainte du pâtre. Fantaisie brillante pour piano sur une mélodie Pang Morel Op. 14
- Valses élégantes et brillantes Op. 15
- Etudes spéciales Op. 16
- Etudes de salon Op. 17
- Souvenir de Trouville, Quadrille original varié für klavier zu vier Händen, veröffentlicht bei E. Mayaud (Paris 1850) Op. 22
- 12 Etudes spéciales pour petites mains (für kleine Hände) Op. 23
- Alma, polka brillante Op. 25
- Le sourire, Grande valse élégante Op. 26
- L'ange du réveil. Text von Émile Vanderburch
- Contredanses suivies d'une valse pour le piano forte
- Le dernier vœu, Romanze. zu einem Text von Auguste Humbert (1843)
- Polka-mazurka Op. 54 (1851)